# 14 Pułk Piechoty Liniowej
14 Pułk Piechoty Liniowej – polski pułk piechoty okresu powstania listopadowego.

## Formowanie i zmiany organizacyjne
Po abdykacji Napoleona, car Aleksander I wyraził zgodę na odesłanie oddziałów polskich do kraju. Miały one stanowić bazę do tworzenia Wojska Polskiego pod dowództwem wielkiego księcia Konstantego. 13 czerwca 1814 pułkowi wyznaczono miejsce koncentracji w Kaliszu.  Pułk nie został jednak odtworzony, bowiem etat armii Królestwa Polskiego przewidywał tylko 12 pułków piechoty. Nowe pułki piechoty sformowano dopiero po wybuchu powstania listopadowego. Rozkaz dyktatora gen. Józefa Chłopickiego z 10 stycznia 1831 nakładał obowiązek ich organizowania na władze wojewódzkie. 14 pułk piechoty tworzony był w województwie kaliskim pierwotnie pod nazwą: 2 Pułk Województwa Kaliskiego. Zgodnie z etatem pułk miał składać się ze sztabu i trzech batalionów piechoty liniowej po cztery kompanie. Winien liczyć 57 oficerów, 216 podoficerów, 40 muzykantów, i 2355 szeregowych frontowych i 27 żołnierzy niefrontowych. W sumie w pułku miało służyć 2695 żołnierzy. 
W marcu 1931 pułk wszedł w skład Korpusu Obserwacyjnego gen. Paca. 26 kwietnia 1931 przeprowadzono kolejną reorganizacje piechoty armii głównej dzieląc ją na pięć dywizji. Pułk znalazł się w 1 Brygadzie 5 Dywizji Piechoty.
Kres powstania był jednocześnie końcem istnienia 14 pułku piechoty liniowej.
W Wojsku Polski II RP tradycje 14 pułku piechoty liniowej kontynuował 14 pułk piechoty Ziemi Kujawskiej. W 1930, na terenie koszar 14 pp wmurowano tablicę upamiętniającą walki 14 pułku piechoty liniowej w powstaniu listopadowym.
W Siłach Zbrojnych Rzeczypospolitej Polskiej tradycje pułku kontynuowała 14 Brygada Obrony Terytorialnej.

## Żołnierze pułku
Pułkiem dowodzili:
- płk Ludwik Glazer

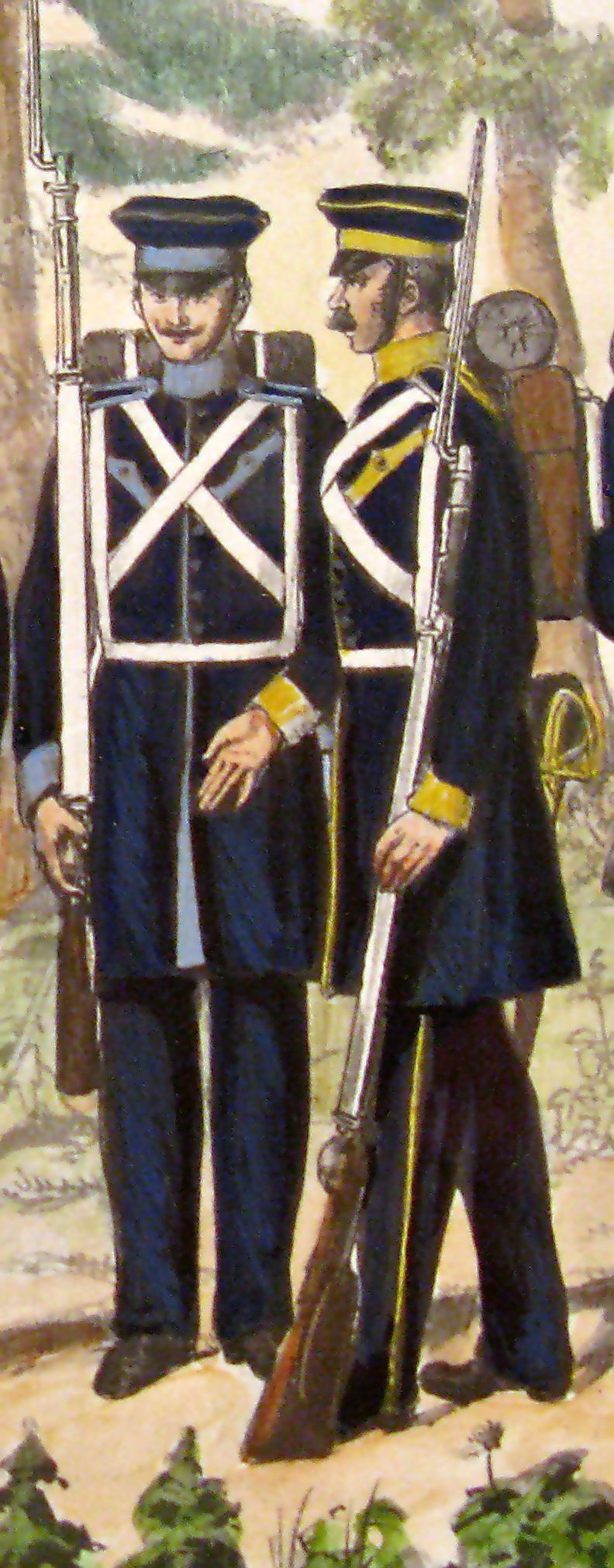
Żołnierze 14. i 15 pułku piechoty

- ppłk Jakub Jan Krasicki (od 1 lutego 1831, awansowany na płk. 1 maja)
- ppłk Jan Siemieński (od 6 maja 1831)
- płk Bonawentura Jastrzębski (od 5 czerwca 1831)

## Walki pułku
Pułk brał udział w walkach w czasie powstania listopadowego. Walczył w ramach 5 Dywizji między innymi w bitwie pod Nurem nad Bugiem. Pod Ostrołęka uczestniczył w przeciwnatarciu na lewą flankę piechoty feldmarszałka Iwana Dybicza. Spowodowało to chwilowe zatrzymanie wojsk nieprzyjaciela, dzięki czemu armia gen. dyw. Jana Skrzyneckiego uniknęła klęski. 
Bitwy i potyczki:
- Nur (22 maja)
- Ostrołęka (26 maja)
- Szymanów (15 sierpnia)
- Zembry (28 sierpnia)
- Rogoźnica (29 sierpnia)
- Warszawa (6 września)
- Opole i Józefów (15 września)
- Borowe (16 września).

W 1831 roku, w czasie wojny z Rosją, żołnierze pułku otrzymali 12 złotych i 16 srebrnych krzyży Orderu Virtuti Militari.

## Uzbrojenie i umundurowanie
Uzbrojenie podstawowe piechurów stanowiły karabiny skałkowe. Pierwotnie  było to karabiny francuskie wz. 1777 (kaliber 17,5 mm), później zastąpione rosyjskimi z fabryk tulskich wz. 1811 (kaliber 17,78 mm). Poza karabinami piechurzy posiadali bagnety i tasaki (pałasze piechoty). Wyposażenie uzupełniała łopatka saperska, ładownica na 40 naboi oraz pochwa na bagnet. 
Umundurowanie piechura składało się z granatowej kurtki i sukiennych, białych spodni. Poszczególne pułki miały odmienne kolory naramienników, wyłogów oraz kołnierzy. Używano czapek czwórgraniastych. Po reformie w roku 1826 wprowadzono pantalony zapinane na guziki. Czapki czwórgraniaste zastąpiono kaszkietami z czarnymi daszkami i białymi sznurami. Na kaszkiecie znajdowała się blacha z orłem, numer pułku oraz ozdobny pompon.
Wyłogi niebieskie, naramienniki granatowe z wypustką.